# Fannartindur
Fannartindur är en bergstopp i republiken Island. Den ligger i regionen Austurland, 400 km öster om huvudstaden Reykjavík. Toppen på Fannartindur är 1 058 meter över havet, eller 71 meter över den omgivande terrängen. Bredden vid basen är 1,1 km.
Runt Fannartindur är det mycket glesbefolkat, med 3 invånare per kvadratkilometer. Närmaste större samhälle är Egilsstaðir, omkring 20 kilometer nordväst om Fannartindur. Trakten runt Fannartindur består i huvudsak av gräsmarker.